# اوتراو
اوتراو (به آلمانی: Ottrau) یک شهر در آلمان است که در شوالم-ادر واقع شده‌است. اوتراو ۲٬۴۲۹ نفر جمعیت دارد.